# زولتان سابو (جراح)
زولتان سابو (بالمجرية: Szabó Zoltán)‏ هو طبيب وجراح ومحاضر مجري، ولد في 23 أكتوبر 1929 في Sásd ‏ في المجر، وتوفي في 6 ديسمبر 2015 في بودابست في المجر.